# Falla (priimek)
Falla je priimek več znanih oseb:
- Alejandro Falla (*1983), kolumbijski tenisač
- Maiken Caspersen Falla (*1990), norveška smučarska tekačica
- Manuel de Falla (1876—1946), španski skladatelj
- Norris Stephen Falla (1883—1945), novozelandski general in poslovnež